# Меминген
Меминген (на немски: Memmingen) е град в Швабия, Бавария, Германия с 41 772 жители (към 31 декември 2013). Граничи на запад с Илер, граничната река към Баден-Вюртемберг.
Основателят на града Велф VI (1115–1191) прави Меминген за своя резиденция и умира там.